# Manuel Sapiña
Manuel Sapiña Rico: (Cullera, 1833 - Valencia, 27 de noviembre de 1913). Diputado a Cortes por el distrito de Sueca en las elecciones de 1893 y 1905. Presidente de la Diputación y Alcalde de Valencia en 1886. 
Dirigente del Partido Liberal sagastista en Valencia. Gran propietario en la localidad de su nacimiento y comarca circundante, había estudiado en las Escuelas Pías de Valencia, pasando a continuación a la Universidad Literaria para hacer la carrera de Notariado. Terminada ésta, fue nombrado notario en Dénia y poco después desempeñó la secretaría municipal en Cullera. 
Con la revolución de 1868 se trasladó a Valencia y allí inició su carrera política, ingresando en al partido Progresista y decantándose por la fracción Constitucional. 
Tras la Restauración, y liderando el Constitucionalismo valenciano, fue elegido diputado provincial en varias ocasiones, lo que le ayudó a establecer una importante trama clientelar en la provincia, con centro en Cullera. La prensa crítica republicana comenzó entonces a hablar de él como el cacique del Brosquil –una partida cullerense-, mote que lo acompañará de por vida. En 1881 llegó a presidir la Diputación. También fue varias veces concejal del Ayuntamiento de Valencia y alcalde de la ciudad. En la división que se produjo en su partido entre seguidores de Villarroya y de Trinitario Ruiz Capdepón, se ubicó siempre al lado del segundo. 
A la postre resultó ser la fracción mayoritaria, lo que lo convirtió en el Jefe provincial del partido Liberal. Esta auténtico árbitro de la política valenciana en tiempos del encasillado, ejerció como tal hasta que la corriente democrática de su partido, representada por José Canalejas, se convirtió en la dominante. Solo entonces se retiró de la vida pública.